# Судновий лікар

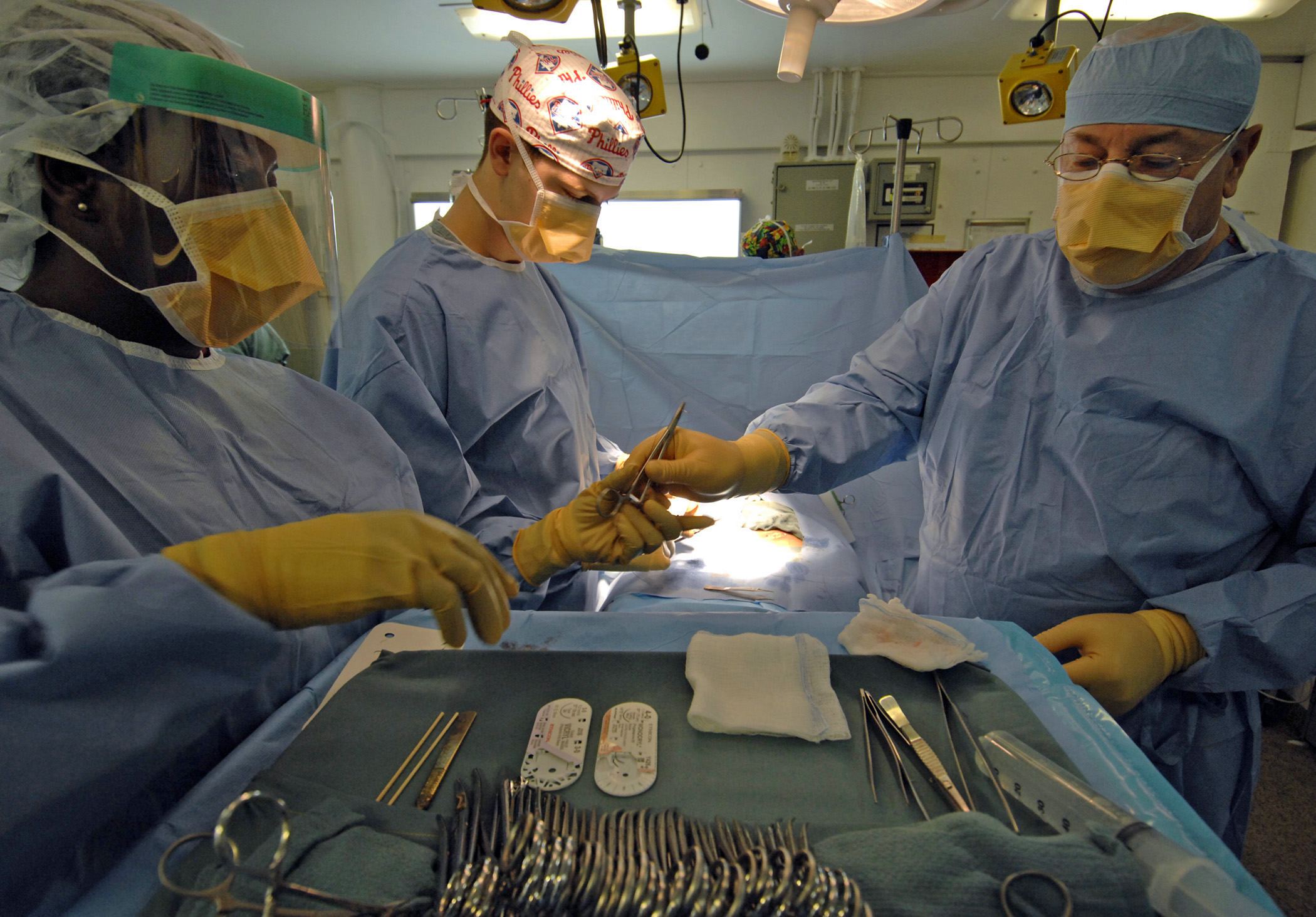
Судновий лікар

Судновий лікар, на військових суднах — Корабельний лікар, — посадова особа на судні, яка забезпечує дотримання санітарно-гігієнічних норм та проводить протиепідемічні та лікувально-профілактичні заходи. Підпорядковується капітану судна.
В епоху вітрильного флоту суднові лікарі часто не мали фахової освіти, а сама служба лікаря на судні сприймалась як заслання. Окрім власне лікування суднові лікарі обкурювали приміщення на судні сірчистим димом, обробляли оцтом та підтримували в працездатному стані корабельну вентиляцію.

## Відомі суднові лікарі
- Лемюель Гуллівер — герой роману Джонатана Свіфта «Мандри Гуллівера».
- Доктор Лівсі — герой роману Роберта Луїса Стівенсона «Острів скарбів».

## Цікаві факти
- В епоху вітрильного флоту одним з основних інструментів суднового лікаря була звичайна киянка — дерев'яний молоток, який застосовували як наркотичний та знеболювальний засіб, б'ючи пацієнта по голові[1].